# Лео Мана
Леонардо Мана Эрнандес (порт. Leonardo Mana Hernandes; более известный, как Лео Мана порт. Léo Mana; род. 6 апреля 2004, Сан-Паулу) — бразильский футболист, защитник клуба «Коринтианс».

## Биография
Родился в Сан-Паулу. В возрасте десяти лет в 2014 году начал заниматься в академии клуба «Коринтианс». Являлся капитаном юношеской команды. Свой первый профессиональный контракт сроком на три года подписал с «Коринтиансом» 7 июля 2021 года. По итогам 2021 года Лео Мана стал чемпионом штата Паулиста в возрастной категории до 17 лет. Вызывался в стан сборной Бразилии до 17 лет.
Дебют за основной состав «Коринтианса» для 18-летнего футболиста состоялся 18 сентября 2022 года в матче Серии А против «Америки Минейро» (0:1). В следующем году, 29 июня 2023 впервые сыграл международном уровне в рамках Кубка Либертадорес, выйдя на поле в игре против уругвайского «Ливерпуля» (3:0).
В 2024 году Лео Мана вместе с командой завоевал победу на молодёжном кубке Сан-Паулу.
15 января 2025 года игрок продлил свой контракт с «Коринтиансом» до конца 2029 года.